# رنج در باغ (نقاشی)
رنج در باغ (انگلیسی: Agony in the Garden) نام یک نقاشی است که توسط هنرمند ایتالیایی به نام آندرئا مانتنیا بین سال‌های ۱۴۵۸ و ۱۴۶۰، میلادی کشیده شده است. هم‌اکنون این اثر در نگارخانه ملی لندن نگهداری می‌شود.